# تشارلز إس. هاستينغز
تشارلز إس. هاستينغز (بالإنجليزية: Charles S. Hastings)‏ هو فيزيائي أمريكي، ولد في 27 نوفمبر 1848 في نيويورك في الولايات المتحدة، وتوفي في 31 يناير 1932 في غرينيتش في الولايات المتحدة.